# Darninae
Darninae (лат.) — подсемейство равнокрылых насекомых из семейства горбаток (Membracidae). Неотропика и Неарктика. Встречаются от США и Мексики до юга Южной Америки. Пронотум выпуклый с различными выступами на спинной стороне; задний выступ покрывает скутеллюм и частично скрывают передние крылья в состоянии покоя. Бёдра передних и средних пар ног иногда (Darnini) с продольным рядом капюшоновидных (cucullate) вентральных сет; голени простые, не листовидные. Задняя пара ног иногда с выступами у тазиков и вертлугов (Cymbomorpha) или с шипиками на вертлугах (Procrytini). Передние крылья с жилками 1 r-m и 2 m-cu.

## Систематика
- Cymbomorphini Haupt, 1929
  - Cymbomorpha Stål, 1866
  - Eumela Stål, 1867
  - Fermeria Sakakibara, 2000
  - Germariana Sakakibara, 1998
- Darnini Amyot and Serville, 1843
  - Alcmeone  Stål, 1867
  - Alobia  Stål, 1869
  - Aspona  Stål, 1862
  - Cyphotes  Burmeister, 1835
  - Darnis  Fabricius, 1803
  - Dectonura  Butler, 1878
  - Funkhouseriana  Creão-Duarte, 1999
  - Hebetica  Stål, 1869
  - Hebeticoides  Fowler, 1894
  - Hypheodana  Metcalf, 1952
  - Leptosticta  Stål, 1869
  - Nasuconia  Sakakibara, 2006
  - Ochrolomia  Stål, 1869
  - Peltosticta  Sakakibara, 1976
  - Stictopelta  Stål, 1869
  - Sundarion  Kirkaldy, 1904
  - Taunaya  Fonseca, 1934
- Hemikypthini Goding, 1929
  - Atypa  Laporte, 1832
  - Hemikyptha  Metcalf, 1927
  - Proterpia  Stål, 1867
- Hyphinoini Haupt, 1929
  - Bubalopa  Stål, 1869
  - Eualthe  Stål, 1867
  - Hanstruempelia  Sakakibara, 2004
  - Hyphinoe  Stål, 1867
  - Tomogonia  Stål, 1869
- Procyrtini Deitz, 1975
  - Procyrta  Stål, 1869
- incertae sedis
  - Gonoconophora Fonseca, 1950